# 2021年の国際連合事務総長の選出
2021年の国際連合事務総長の選出（2021ねんのこくさいれんごうじむそうちょうのせんしゅつ、英語: 2021 United Nations Secretary-General selection）は、2021年6月8日および6月18日に行われた国際連合の事務総長の選出（第18回）である。

## 概要
2021年6月に行われた。現職のアントニオ・グテーレスが唯一の公式候補者だった。2021年6月8日、グテーレスは国連安全保障理事会で満場一致で再推薦され、2期目に再選が決定した。同氏の再選は、2021年6月18日の国連総会において無投票で拍手により採択された。グテーレスは、2022年1月1日から2期目の任期を開始する。

## 背景
事務総長の選出を規定する正式な規則はほぼ存在しない。唯一の指針となる文言である国際連合憲章第97条には、「事務総長は、安全保障理事会の勧告に基いて総会が任命する。」とだけ記されている。これは最低限の規定であり、プロセスの詳細は手続き規則や慣習によって補完されてきた。事務総長候補の勧告は安全保障理事会しか行えないため、常任理事国5か国は事務総長の選出に際して拒否権を行使できる。
これまで様々な地域の出身者が事務総長を務めてきたが、東ヨーロッパ出身者が事務総長に選ばれたことはない。また、女性も選ばれたことがない。2016年の選出では、東ヨーロッパ出身者や女性を選出しようとする様々なキャンペーンが行われたが、実際に選出されたのは、西ヨーロッパ出身の男性であるアントニオ・グテーレスだった。
2021年の選出においても、女性を事務総長に選出しようというキャンペーンが展開されたが、いずれの加盟国からも支持を得られず、安全保障理事会の審議には上がらなかった。

## 候補者
候補者が選考を受けるためには、少なくとも1か国の国連加盟国から指名される必要がある。候補者を総会に推薦するために安全保障理事会が開催された6月8日の時点で、立候補を表明していた人物は8人いたが、加盟国からの指名を得られたのは現職のグテーレスのみだった。

### 公式の候補者
現職事務総長のアントニオ・グテーレスは、2期目の選出に立候補することを表明した。現職のアントニオ・グテーレスは、2021年5月までに、常任理事国5か国全て、欧州連合、非同盟運動の支持をすでに得ており、再選はほぼ確実と見られていた。
| 国際連合事務総長候補                                                           |
| アントニオ・グテーレス                                                         |
|                                                                                |
| ポルトガル西ヨーロッパ・その他グループ                                         |
| 国連事務総長（第9代） 国連難民高等弁務官（第10代） ポルトガルの首相（第114代） |
| 2021年2月26日指名                                                              |

### その他の主な立候補表明者
- アローラ・アカンクシャ - 2017年より国連開発計画の監査コーディネーター[15]
- ロサリーア・アルテアガ（英語版） - 1996年8月10日から1997年2月6日までエクアドル副大統領、1997年2月9日から1997年2月11日まで大統領代理[7]

## 結果
6月8日、安全保障理事会は、アントニオ・グテーレスを推薦する決議2580を全会一致で採択した。同氏の再選は、2021年6月18日の国連総会において、無投票で拍手により採択された。
なお、グテーレスの1期目の就任年齢は67歳8か月で、ブトロス・ブトロス＝ガーリの69歳1か月に次ぐ2番目に高い年齢だった。ただ、ブトロス＝ガーリはアメリカの拒否権により1期で退任していることから、2期目に入った時点での年齢としては最高齢(72歳8か月)となっている。2023年6月18日、グテーレスはブトロス＝ガーリが退任した時点での年齢を超え、最年長の国連事務総長となった。